# Disputa das gravações originais de Taylor Swift
Em 30 de junho de 2019, a cantora e compositora estadunidense Taylor Swift entrou em uma disputa com sua antiga gravadora, a Big Machine Records, seu fundador Scott Borchetta e o novo proprietário, Scooter Braun, sobre a posse das gravações originais (masters) de seus seis primeiros álbuns de estúdio. A empresa de investimentos Shamrock Holdings adquiriu os masters em 2020, o que levou Swift a regravar e lançar quatro desses álbuns entre 2021 e 2023 como forma de retomar o controle sobre seu catálogo musical. A disputa recebeu ampla cobertura da mídia e gerou debates na indústria do entretenimento. Por fim, em 2025, Swift adquiriu os masters da Shamrock.
Em novembro de 2018, após o fim de seu contrato com a Big Machine, Swift assinou um novo contrato com a Republic Records. Em junho de 2019, a grande mídia noticiou que Braun havia comprado a Big Machine de Borchetta por US$ 330 milhões, com financiamento de diversos fundos de private equity. Com a aquisição, Braun passou a ser o proprietário de todos os masters, videoclipes e artes visuais com direitos autorais da gravadora, incluindo os seis primeiros álbuns de Swift. Em resposta, a cantora afirmou que tentou comprar os masters, mas que a Big Machine havia imposto condições desfavoráveis. Ela disse também que sabia que a gravadora acabaria vendendo o catálogo para outra pessoa, mas não esperava que Braun fosse o comprador, chamando-o de um "valentão manipulador e incessante". Borchetta, por sua vez, afirmou que Swift recusou a oportunidade de adquirir os masters.
Consequentemente, uma série de desentendimentos entre Swift e a Big Machine agravou ainda mais a disputa. Swift alegou que a gravadora tentou impedi-la de apresentar suas próprias canções no American Music Awards de 2019 e de utilizá-las no documentário Miss Americana (2020). Paralelamente, a Big Machine lançou o álbum Live from Clear Channel Stripped 2008 (2020), um trabalho inédito de Swift, sem sua autorização. Diante da situação, a artista anunciou que regravaria seus seis álbuns, com o objetivo de deter a posse das novas versões. Em outubro de 2020, Braun vendeu os direitos dos masters para a Shamrock Holdings, firma de investimentos da família Disney, por aproximadamente US$ 405 milhões, com a condição de que ele continuasse lucrando com o catálogo. Swift voltou a se manifestar publicamente contra o acordo, recusou a proposta da Shamrock para uma parceria acionária e prosseguiu com o lançamento das regravações, que obtiveram sucesso comercial e elogio da crítica. Ela promoveu os álbuns na The Eras Tour, que se tornou a turnê de maior bilheteria de todos os tempos. As faixas "All Too Well (10 Minute Version)" (2021) e "Is It Over Now?" (2023) chegaram ao topo da Billboard Hot 100, quebrando diversos recordes. Em maio de 2025, Swift anunciou que passou a ter total propriedade de seu catálogo após adquirir todos os masters da Shamrock, sob termos que ela descreveu como justos.
Diversos músicos, jornalistas, políticos e acadêmicos manifestaram apoio à posição de Swift, contribuindo para um debate mais amplo sobre os direitos dos artistas, propriedade intelectual, investimentos de capital privado e ética na indústria do entretenimento. A iHeartRadio, maior rede de rádio dos Estados Unidos, substituiu as versões originais das canções por suas regravações em sua programação. A revista Billboard nomeou Swift como a "Maior Estrela Pop" de 2021, em reconhecimento ao sucesso expressivo e sem precedentes do projeto de regravações. Quando Swift finalmente recuperou os masters, jornalistas consideraram o feito um marco decisivo na luta pelos direitos dos músicos e pela autonomia sobre suas próprias obras.

## Antecedentes

### Lei
De acordo com a lei de direitos autorais dos Estados Unidos, um lançamento musical está sujeito a dois direitos autorais distintos: o direito autoral da canção ou composição musical em si, e o direito autoral da gravação específica dessa canção, que geralmente está contida em um master. O master é a primeira gravação da música, a partir da qual são feitas cópias para venda e distribuição. O proprietário do master, portanto, detém o direito autor sobre todos os formatos da gravação, como versões digitais para download ou streaming, bem como formatos físicos como CDs e discos de vinil. Qualquer parte que deseje usar ou reproduzir uma gravação deve obter uma licença de direitos autorais autorizada pelo detentor do master. Antes do surgimento das plataformas digitais, os músicos dependiam das gravadoras para promover suas músicas por meio de estratégias como execução em rádios ou distribuição física para lojistas. As gravadoras, em geral, exigiam que os artistas cedessem os direitos sobre os masters de forma "perpétua". Por outro lado, deter os direitos sobre a obra musical é conhecido como direitos de publicação (publishing rights), os quais abrangem os elementos musicais anteriores à gravação sonora, letras, melodias, partituras, composições e arranjos instrumentais. Em geral, os compositores são os detentores desses direitos de publicação e são considerados os "editores" da música.

### Contexto
Taylor Swift é uma cantora e compositora de West Reading, Pensilvânia, Estados Unidos. Em 2003, aos 13 anos, ela visitou grandes gravadoras em Nashville, Tennessee, em busca de um contrato, mas foi rejeitada. Em 2004, Swift apresentou músicas autorais em uma vitrine da RCA Records e recebeu um contrato de desenvolvimento artístico. Após isso, mudou-se para Nashville e trabalhou com compositores experientes da Music Row, como Troy Verges, Brett Beavers, Brett James, Mac McAnally e os Warren Brothers. Em 2005, ela se tornou a artista mais jovem (com 15 anos) a assinar com a editora Sony/ATV Tree. No entanto, deixou a RCA, pertencente à Sony, por receio de que "contratos de desenvolvimento pudessem engavetar artistas". Em novembro de 2004, Swift participou de uma apresentação para a indústria no Bluebird Café, em Nashville, onde foi notada por Scott Borchetta, um executivo da DreamWorks Records que tinha a ideia de fundar sua própria gravadora independente. Eventualmente, Swift assinou um contrato de gravação de 13 anos com a nova gravadora de Borchetta, a Big Machine Records, sediada em Nashville, tornando-se sua primeira artista contratada. O acordo concedia à Big Machine a posse dos direitos autorais das gravações originais (masters) dos seis primeiros álbuns de Swift em troca de um adiantamento em dinheiro.
De 2006 a 2017, Swift lançou seis álbuns de estúdio pela gravadora Big Machine: Taylor Swift (2006), Fearless (2008), Speak Now (2010), Red (2012), 1989 (2014) e Reputation (2017). Todos foram grandes sucessos comerciais e consolidaram Swift como uma das artistas mais bem-sucedidas da história da música. Embora a Big Machine detivesse os direitos dos masters, Swift manteve os direitos de publicação das canções, já que era a principal compositora de todas as faixas lançadas sob o selo. Isso lhe deu a possibilidade de regravar as músicas no futuro, conforme permitido pelo contrato com a gravadora, que impõe um período de tempo durante o qual o artista não pode regravar seu próprio trabalho. Caso não fosse a autora das canções, Swift não teria tido o direito de regravá-las.
Em agosto de 2018, segundo a Billboard, o advogado de Swift, Donald Passman, juntamente com sua equipe de gerenciamento, propôs à Big Machine Label Group a compra dos masters por parte de Swift, já que o contrato com a gravadora estava prestes a expirar. No entanto, a gravadora respondeu que só venderia os masters se ela renovasse o contrato de gravação com a Big Machine, comprometendo-se a lançar novos álbuns sob o selo pelos próximos dez anos. As duas partes não chegaram a um acordo.
O contrato de Swift com a Big Machine Records chegou ao fim em novembro de 2018. Após isso, ela assinou um novo contrato global com a Republic Records, gravadora sediada em Nova Iorque e pertencente ao Universal Music Group. Segundo a Variety, o catálogo de Swift representava cerca de 80% da receita da Big Machine. Swift revelou que, como parte das negociações com a Republic, incluiu uma cláusula que beneficiava todos os artistas da Universal: qualquer venda das ações da gravadora no Spotify, maior serviço de streaming musical do mundo, resultaria na distribuição de participação acionária entre os artistas da gravadora, sem a necessidade de compensação posterior. O contrato também deu a Swift total propriedade sobre os álbuns lançados sob o novo selo, incluindo os masters e os direitos de publicação, começando com seu sétimo álbum de estúdio, Lover (2019). Segundo a Forbes, o contrato com a Republic ofereceu a Swift uma porcentagem de royalties de 50% ou mais, muito superior aos 10% a 15% que ela "provavelmente" recebia da Big Machine.

## Disputa

### Aquisição por Braun
Scooter e eu sempre compartilhamos a ideia de que 'grandes visões geram grandes resultados' desde a primeira vez em que nos conhecemos, em 2010. Desde então, observei enquanto ele construía uma empresa incrível e diversificada, que é o complemento perfeito para o Big Machine Label Group. Nosso espírito centrado nos artistas e o conjunto de talentos, executivos e recursos que reunimos agora formam uma força global a ser reconhecida. Este é um dia muito especial e o início de uma parceria fantástica e histórica.

– Scott Borchetta sobre a venda da Big Machine a Scooter Braun
Scooter Braun é um empresário, gestor de talentos e proprietário de mídia estadunidense, conhecido por gerenciar as carreiras de artistas como Justin Bieber, Ariana Grande, Demi Lovato e Kanye West, por meio de sua empresa de entretenimento, a SB Projects. Em junho de 2019, o The Wall Street Journal, seguido por outros veículos da grande mídia, noticiou que a holding de Braun, a Ithaca Holdings LLC, havia adquirido integralmente a Big Machine Label Group por aproximadamente US$ 330 milhões. A compra abrangeu todas as áreas de atuação da Big Machine, incluindo seu elenco de artistas, contratos de distribuição, direitos de publicação e masters de gravações. O negócio foi financiado por empresas americanas de capital privado, como Carlyle Group, 23 Capital e Soros Fund Management, todas com participação acionária na Ithaca. Em um comunicado conjunto, as empresas afirmaram que a aquisição "cria uma das companhias mais poderosas em gravadoras, gerenciamento artístico, streaming, publicação e mídia, ao combinar serviços, artistas, executivos e expertises complementares". Como parte do acordo, a propriedade de todos os masters e direitos autorais detidos pela Big Machine, incluindo os dos seis primeiros álbuns de estúdio de Swift, foi transferida para Braun. Borchetta, fundador da Big Machine, passou a integrar o conselho de administração da Ithaca, adquirindo uma participação minoritária na empresa, e permaneceu como presidente e CEO da Big Machine.

### Resposta de Swift
Durante anos, pedi, implorei por uma chance de ser dona do meu próprio trabalho. Em vez disso, me ofereceram a opção de assinar novamente com a Big Machine e 'ganhar' meus álbuns, um de cada vez, a cada novo que eu entregasse. ... Fiquei sabendo da compra dos meus masters por Braun ao mesmo tempo que o mundo soube. Tudo em que conseguia pensar era no bullying constante e manipulador que venho sofrendo dele há anos.

– Taylor Swift, Tumblr, 30 de junho de 2019
Em 30 de junho de 2019, a Big Machine anunciou por meio das redes sociais que havia sido adquirida por Braun. Horas depois, Swift criticou publicamente a transação em seu perfil no Tumblr. Ela revelou que vinha tentando, há anos, adquirir os masters de seus seis primeiros álbuns, mas que só teria essa possibilidade se aceitasse assinar um novo contrato com a gravadora, o que a obrigaria a produzir mais seis discos sob o selo da Big Machine. Para Swift, essa proposta era simplesmente "inaceitável". Embora soubesse que a Big Machine estava à venda, Swift declarou que não foi informada de que Braun, a quem descreveu como um "valentão manipulador e incessante", seria o comprador. "Basicamente, meu legado musical está prestes a cair nas mãos de alguém que tentou destruí-lo", escreveu. Swift relembrou ainda o envolvimento de Braun na produção do videoclipe de "Famous", lançado por Kanye West em 2016, que exibe uma modelo nua representando a cantora, algo que ela classificou como "pornografia de vingança". Ela também acusou Braun de ter incentivado Kim Kardashian (então casada com West) a divulgar, de forma ilegal, um trecho de uma conversa telefônica entre ela e o rapper, além de permitir que dois de seus clientes, supostamente Bieber e o próprio West, participassem de uma ação coordenada de bullying virtual contra ela. Como exemplo, mencionou uma imagem publicada no Instagram de Bieber, que mostrava uma chamada de vídeo entre ele, Braun e West, feita logo após a divulgação do áudio por Kardashian. Swift acusou Borchetta de traição, afirmando que ele vendeu seus masters para Braun mesmo conhecendo todo o histórico de conflitos entre os dois. Segundo Passman, advogado da artista, Borchetta nunca ofereceu a Swift a chance de comprar diretamente seus masters ou a gravadora, algo que, conforme ele apontou, estava fazendo com outras pessoas no momento da venda.

### Resposta de Borchetta
Em resposta, Borchetta publicou um texto no site da Big Machine. Em 25 de junho de 2019, os acionistas da Big Machine e representantes da Ithaca Holdings, empresa de Braun, participaram de uma reunião por telefone para discutir os termos da aquisição. O pai da cantora, Scott Swift, que detinha 4% das ações da gravadora, não participou da chamada devido a um acordo de confidencialidade "muito rigoroso". Uma última ligação foi realizada em 28 de junho, com Scott Swift sendo representado por um advogado da 13 Management, empresa responsável pela gestão da carreira de sua filha. Borchetta afirmou ainda ter enviado uma mensagem de texto a cantora em 29 de junho, alegando que ela já sabia da transação com Braun antes do anúncio público. Ele negou que Braun tivesse qualquer histórico de hostilidade em relação a Swift e chegou a publicar uma suposta mensagem enviada por ela antes de assinar com a Republic. No texto, Swift teria dito que aceitaria renovar seu contrato com a Big Machine por mais sete anos, desde que obtivesse a posse de suas obras audiovisuais. Borchetta teria concordado, mas propôs que o novo contrato fosse de dez anos em vez de sete. A veracidade da mensagem divulgada por Borchetta, no entanto, nunca foi confirmada publicamente.

## Conflitos

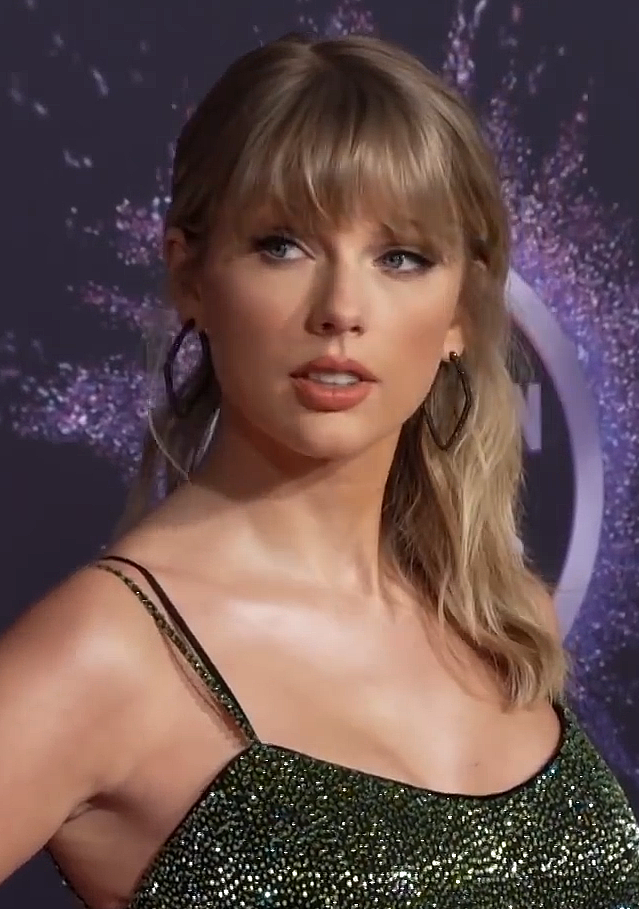
Swift no American Music Awards de 2019

Em 14 de novembro de 2019, Swift acusou Braun e Borchetta de impedirem que ela apresentasse suas canções antigas no American Music Awards de 2019, além de barrar o uso desse material em seu documentário Miss Americana (2020). Ela afirmou que ambos estavam exercendo um "controle tirânico" sobre sua obra, e alegou que Borchetta teria informado sua equipe que o uso das canções só seria autorizado caso ela concordasse em não regravar "versões imitadoras" de seu catálogo. Swift declarou: "A mensagem que estão me enviando é muito clara. Basicamente, seja uma boa menina e fique quieta. Caso contrário, será punida".
Em resposta às declarações de Swift, a Big Machine negou as acusações, afirmando: "Trabalhamos de forma diligente para manter um diálogo com Swift e sua equipe, buscando avançar de maneira construtiva. No entanto, apesar de nossos esforços persistentes para encontrar uma solução privada e satisfatória para ambas as partes, Swift tomou a decisão unilateral de mobilizar seus fãs na noite passada". Em 18 de novembro, a gravadora divulgou um novo comunicado, afirmando que concederia todas as licenças necessárias para a transmissão e retransmissão das apresentações de seus artistas em plataformas aprovadas pelo AMAs, sem mencionar Swift nominalmente. A Big Machine acrescentou ainda que teria conduzido essas negociações diretamente com a produtora do evento, a Dick Clark Productions (DCP). No entanto, a DCP negou ter firmado qualquer acordo conjunto ou divulgado declaração em parceria com a gravadora.
No dia seguinte, a publicista de Swift, Tree Paine, divulgou um comunicado. Segundo Paine, Swift optou por não apresentar canções de seu catálogo antigo durante sua apresentação no Tmall Double Eleven Gala 2020, evento realizado no Dia dos Solteiros em Xangai, China, e cantou apenas três faixas de Lover, porque "ficou claro que a Big Machine Label Group considerava que qualquer apresentação televisionada de canções do catálogo violaria seu contrato". O comunicado foi acompanhado por uma captura de tela de um suposto e-mail da gravadora, que dizia: "Informamos que a [Big Machine] não concordará em conceder licenças para gravações existentes, nem abrirá exceções às restrições de regravação em relação a estes dois projetos: o documentário da Netflix e o evento Double Eleven da Alibaba". Paine também refutou a alegação da Big Machine, segundo a qual Swift teria "admitido dever milhões de dólares e diversos ativos à gravadora", e afirmou que a empresa estaria tentando desviar a atenção de uma dívida de "US$ 7,9 milhões em royalties não pagos" a Swift ao longo de vários anos, conforme apontado por uma auditoria independente realizada por um profissional qualificado. Swift acabou apresentando seis canções no AMAs em 24 de novembro de 2019, quatro delas pertencentes aos seus seis primeiros álbuns, e foi homenageada com o prêmio de Artista da Década.
Em abril de 2020, a Big Machine lançou Live from Clear Channel Stripped 2008, um álbum ao vivo com apresentações de Swift em um programa de rádio em 2008. Swift afirmou que não autorizou o lançamento e o classificou como "apenas mais um exemplo de ganância descarada em tempos de coronavírus". O álbum vendeu apenas 33 unidades nos Estados Unidos e não figurou em nenhuma parada. Entre agosto de 2019 e janeiro de 2020, a gravadora também lançou 4 mil edições em vinil dos singles de Taylor Swift, em comemoração ao 13.º aniversário do álbum, gerando reação imediata e negativa por parte dos fãs da cantora.

## Resultado
A solução de Swift para a situação foi criar novas gravações de todas as obras musicais dos seis álbuns, utilizando os direitos de publicação que ainda possuía, e fazer com que o produto final soasse o mais próximo possível do original. Em agosto de 2019, em um episódio especial do CBS News Sunday Morning, Swift anunciou sua intenção de regravar e relançar os seis álbuns, assim que estivesse legalmente autorizada a fazê-lo conforme os termos de seu antigo contrato com a Big Machine. Ao regravar seu próprio catálogo, Swift criou novas masters sob sua propriedade, o que lhe permitiu controlar totalmente o licenciamento comercial de suas canções, especialmente no uso sincronizado com filmes, séries e campanhas publicitárias, sem depender dos detentores das gravações originais, e desvalorizando as versões antigas no mercado.

### Venda para Shamrock
Em outubro de 2020, Braun vendeu os masters, videoclipes e artes para a Shamrock Holdings, firma norte-americana de capital privado vinculada à família Disney, por um valor estimado em US$ 405 milhões. Swift declarou que tentou negociar diretamente com Braun, mas que ele só teria lhe oferecido a possibilidade de readquirir os masters mediante a assinatura de um acordo de confidencialidade (NDA) "irrestrito", que a impedia de fazer qualquer comentário negativo sobre ele durante o processo; ela recusou-se a assinar. Ela também afirmou que Braun ordenou à Shamrock que não a notificasse sobre a transação até que a venda estivesse concluída, e que, embora a empresa posteriormente tenha lhe oferecido uma participação acionária, ela recusou, alegando que Braun e sua empresa, Ithaca Holdings, continuariam a lucrar com sua obra. A cantora manteve sua decisão inicial e deu início formal ao processo de regravação em novembro de 2020. Em resposta, a Shamrock divulgou um comunicado afirmando: "Fizemos esse investimento porque acreditamos no imenso valor e nas oportunidades associadas à obra de [Swift]. Respeitamos e apoiamos totalmente sua decisão e, embora esperássemos estabelecer uma parceria formal, sabíamos que [a regravação do catálogo] era uma possibilidade que já havíamos considerado". Segundo um relatório da Music Business Worldwide, publicado em junho de 2023, Braun e a Ithaca Holdings obtiveram um lucro de US$ 265 milhões com a compra e revenda dos masters.

### Regravações de Swift
Swift iniciou o lançamento de suas regravações em 2021. Para distingui-las das versões originais, todas as faixas e álbuns regravados foram identificados com a designação "(Taylor's Version)" adicionada aos respectivos títulos.
Em fevereiro de 2021, Swift anunciou que havia finalizado a regravação de Fearless e lançou, em 12 de fevereiro, "Love Story (Taylor's Version)", nova versão do primeiro single "Love Story". Fearless (Taylor's Version) foi lançado em 9 de abril e foi amplamente aclamado pela crítica especializada, que enalteceu a decisão de Swift como um gesto significativo em defesa dos direitos autorais dos artistas sobre suas obras. Em 15 de setembro do mesmo ano, a versão original de "Wildest Dreams" (2015) se tornou viral no TikTok e registrou 735 mil reproduções em um único dia no Spotify, seu maior número até então. Diante do crescimento repentino, Swift compartilhou um trecho da nova gravação no TikTok em 17 de setembro, com a legenda: "se vocês quiserem usar minha versão de 'Wildest Dreams' na trend do zoom lento, aqui está ela!". Pouco depois, "Wildest Dreams (Taylor's Version)" foi lançada digitalmente. A cantora afirmou que, ao ver a faixa viralizar, quis que os fãs pudessem utilizar a sua própria versão da faixa. Em apenas quatro horas, a regravação acumulou mais de 2 milhões de reproduções no Spotify, superando o recorde que a versão original havia alcançado poucos dias antes.
Em 12 de novembro de 2021, Swift lançou Red (Taylor's Version), a regravação do álbum Red, incluindo todas as 30 faixas originalmente planejadas para a versão de 2012. O álbum quebrou diversos recordes em vendas, streaming e nas paradas musicais, e foi amplamente aclamado pela crítica especializada, tornando-se seu álbum mais bem avaliado da carreira no Metacritic. A faixa de encerramento, "All Too Well (10 Minute Version)", alcançou o topo da parada Billboard Hot 100, tornando-se o oitavo número um da cantora e estabelecendo um recorde no Guinness World Records como a canção mais longa da história a atingir o primeiro lugar. O produtor da faixa, Jack Antonoff, afirmou à revista Rolling Stone que o sucesso da canção comprova que artistas devem "ignorar" o que a indústria costuma ditar como padrão. Em 6 de maio de 2022, Swift lançou "This Love (Taylor's Version)", faixa de 1989 (Taylor's Version). Em setembro de 2022, a imprensa noticiou que a cantora recusou um convite para se apresentar no intervalo do Super Bowl LVII, em 2023, alegando que não pretendia fazer o show até concluir completamente seu processo de regravação.
Em março de 2023, às vésperas do início da The Eras Tour, Swift lançou regravações de "If This Was a Movie", originalmente incluída na edição deluxe do Speak Now (2010), e "Safe & Sound" e "Eyes Open", lançadas inicialmente na trilha sonora The Hunger Games: Songs from District 12 and Beyond (2012). Em 5 de maio, durante o primeiro show da turnê em Nashville, Swift anunciou oficialmente Speak Now (Taylor's Version), que foi lançado em 7 de julho. O disco estabeleceu o recorde de maior número de reproduções em um único dia no Spotify em 2023, fez de Swift a primeira mulher a emplacar 12 álbuns no número um da Billboard 200, e também a mulher mais rápida da história a emplacar dez álbuns no topo da parada de álbuns do Reino Unido, ultrapassando o recorde anteriormente detido por Madonna.
1989 (Taylor's Version) foi lançado em 27 de outubro de 2023. Globalmente, o álbum registrou o maior número de reproduções em um único dia no Spotify naquele ano, e suas faixas ocuparam simultaneamente as seis primeiras posições da Billboard Global 200, fazendo de Swift a primeira artista a alcançar tal feito. Nos Estados Unidos, tornou-se o seu sexto álbum consecutivo a vender mais de um milhão de cópias em sua semana de estreia, e superou Midnights (2022), seu décimo álbum, como o álbum com as maiores vendas semanais em vinil do século XXI. Com mais de 1,6 milhão de unidades comercializadas, 1989 (Taylor's Version) estreou no topo da Billboard 200, superando em 400 mil cópias a semana de lançamento da versão original de 1989 em 2014, e registrando a maior semana de vendas da carreira de Swift, bem como da década de 2020. As faixas "from the Vault", "Is It Over Now?", "Now That We Don't Talk" e "Slut!", ocuparam, respectivamente, as três primeiras posições da Hot 100.

### Investigação da imprensa
Em 16 de novembro de 2020, a jornalista Shirley Halperin, da revista Variety, informou que "alguns profissionais do setor especulam que os masters de Swift poderiam valer até US$ 450 milhões, considerando certos mecanismos de recuperação de receita". De acordo com uma reportagem publicada pelo Financial Times em novembro de 2021, Braun acreditava que Swift estava "apenas blefando" sobre a regravação de seus álbuns. O jornal afirmou que, após adquirir a Big Machine, Braun começou a procurar compradores para os masters do catálogo antigo da cantora, e que ele e seus co-investidores diziam aos interessados que Swift não seguiria adiante com as regravações, classificando o anúncio dela como uma "ameaça vazia". Braun também teria afirmado aos potenciais compradores que as declarações públicas de Swift sobre a disputa apenas aumentariam a visibilidade dos álbuns, impulsionando os streamings e vendas. O Financial Times também revelou que o acordo entre Braun e a empresa de investimentos Shamrock incluía um "pagamento adicional pós-compra a Braun e ao Carlyle Group, caso as vendas e os streamings atingissem determinadas metas". Em 10 de dezembro de 2021, o The New York Times noticiou que o Carlyle Group chegou a entrar em contato com Braun, incentivando-o a buscar um cessar-fogo com Swift, como, por exemplo, uma parceria em formato de joint venture, com o objetivo de impedir as regravações. A informação foi dada por um grupo confidencial de "quatro pessoas próximas à situação", três das quais afirmaram que a empresa estava "descontente por ter sido arrastada para a disputa de maneira tão pública".
A repórter Anna Silman, do Business Insider, publicou uma reportagem investigativa exclusiva em março de 2022. Silman escreveu que um dos muitos motivos pelos quais Swift despreza a aquisição de seus masters por Braun é a forma como ele lidou com o relacionamento entre Bieber e Selena Gomez, esta última sendo uma das amigas mais próximas de Swift, e vice-versa. Silman também afirmou que Braun exercia controle sobre reportagens em diversos veículos de mídia e blogs. O rapper norte-americano Lil Twist contou à jornalista que Braun utilizava sites de fofoca, como o TMZ e o Page Six, para plantar matérias negativas sobre ele. Segundo Silman, Braun se recusou a falar oficialmente sobre o assunto, e muitas outras fontes teriam medo de se pronunciar publicamente devido à sua "reputação de ser litigioso". Além disso, ela relatou que o advogado de Braun, Marty Singer, ameaçou o Business Insider diversas vezes durante a investigação, alegando que Silman era parcial e mantinha "laços profundos com o círculo de Swift".

### Venda da Ithaca
Em abril de 2021, Braun fundiu sua empresa, Ithaca Holdings, com a corporação sul-coreana de entretenimento Hybe Corporation, que adquiriu a Ithaca por 100% de participação por meio de sua subsidiária integral, a Hybe America. O acordo, avaliado em US$ 1 bilhão, uniu os artistas da SB Projects e da Big Machine, incluindo Bieber, Grande, Lovato, J Balvin, Thomas Rhett, Florida Georgia Line e Lady A, com nomes do K-pop como BTS, Tomorrow X Together e Seventeen. Braun passou a integrar o conselho administrativo da Hybe. Em uma entrevista concedida em setembro de 2022 ao jornalista Jay Williams, da NPR, Braun afirmou se arrepender da forma como a aquisição da Big Machine foi conduzida. Ele admitiu ter agido a partir de um "lugar de arrogância" ao presumir que ele e Swift "poderiam resolver as coisas", e disse que aprendeu "uma lição importante". Braun também declarou que foi obrigado a realizar a compra sob um "acordo de confidencialidade muito rígido", o que o impediu de conversar com qualquer pessoa sobre a transação.

### Recuperação por Swift
Em 30 de maio de 2025, Swift anunciou em seu site que havia adquirido os masters de seus seis primeiros álbuns, além de videoclipes, filmes de shows, artes, fotografias, conteúdos inéditos e outros materiais relacionados, após a empresa Shamrock lhe oferecer condições mais justas. Ela atribuiu o sucesso da negociação à recepção positiva de suas regravações e à The Eras Tour. Swift esclareceu que já havia concluído a regravação de seu álbum de estreia, Taylor Swift, mas que ainda não havia "regravado nem um quarto" de seu sexto álbum, Reputation. Tanto a regravação de Taylor Swift quanto as "faixas do cofre" de Reputation permanecem previstas para um possível lançamento, embora Swift tenha dito que ainda não sabe quando nem como irá lançá-las. A cantora agradeceu à Shamrock por lhe proporcionar a oportunidade de adquirir todos os aspectos de sua obra artística, "sem amarras, sem parceria, com total autonomia". Os valores da venda não foram divulgados.

## Reações
A disputa recebeu ampla cobertura da mídia, gerando inúmeras reações e críticas. As regravações de Swift foram um dos assuntos mais comentados e divulgados nos anos de 2020 e 2021, sendo descritas por diversos veículos como um dos eventos mais marcantes da cultura pop em 2021. O Evening Standard classificou o caso como "a maior rivalidade da música", ressaltando que "catálogos musicais mudam de mãos com frequência nos bastidores, mas quase nunca viram manchete". As hashtags #IStandWithTaylor e #WeStandWithTaylor ficaram entre os assuntos mais comentados do mundo no Twitter após a publicação de Swift sobre o caso. A Billboard escreveu que, desde a polêmica, artistas e figuras da indústria passaram a se posicionar publicamente a favor de Swift ou de Braun, gerando "a batalha mais visível sobre os direitos de masters de um artista em tempos recentes".

### Indústria do entretenimento

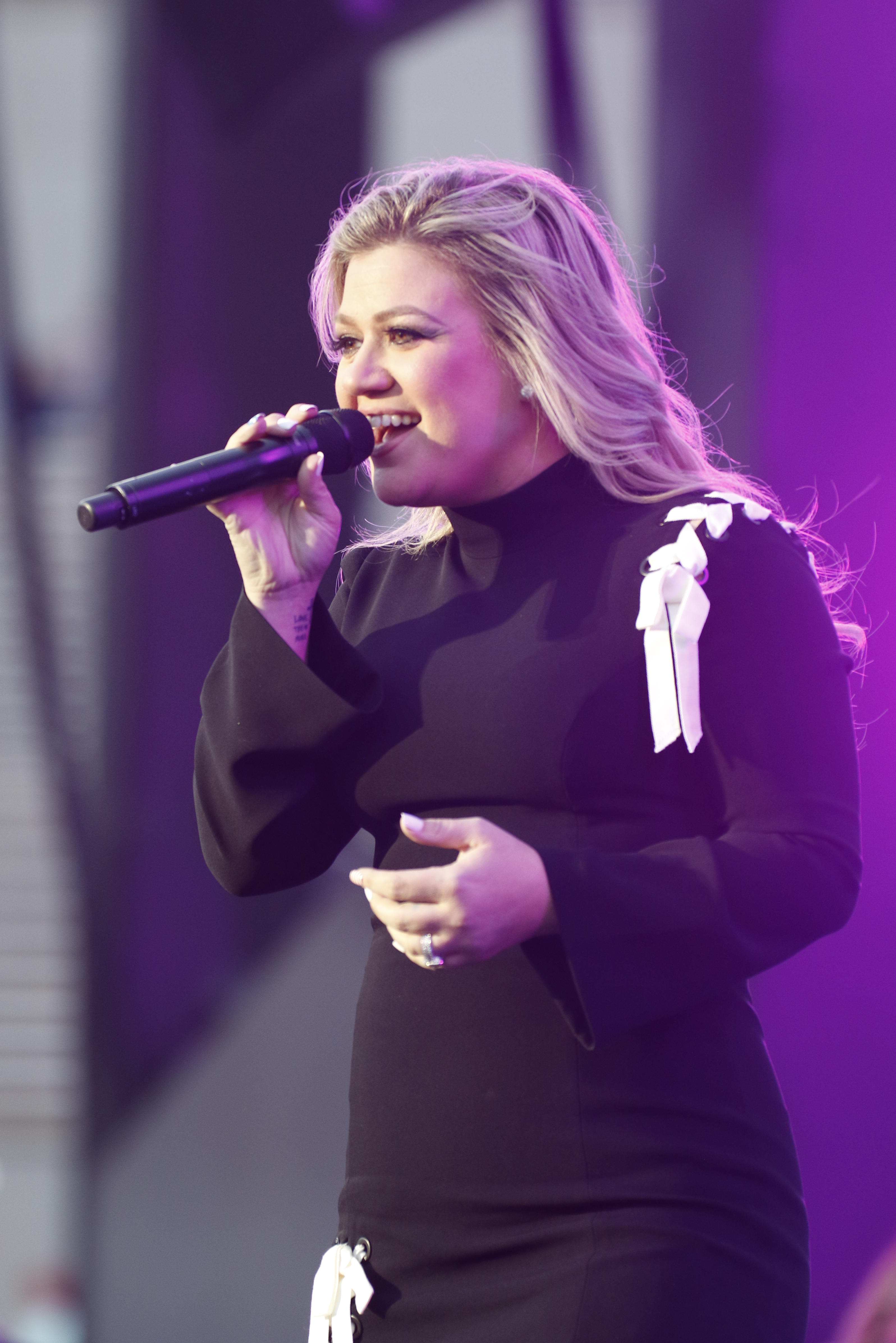
Kelly Clarkson incentivou Swift a regravar os álbuns

A resposta de Swift e suas publicações nas redes sociais geraram uma onda de apoio por parte de muitos de seus contemporâneos. Músicos que manifestaram apoio abertamente incluem Dionne Warwick, Anne Murray, Cher, Selena Gomez, Halsey, Iggy Azalea, Sara Bareilles, Lily Allen, Tinashe, Hayley Kiyoko, Camila Cabello, Jordan Pruitt, Brendon Urie, Kelsea Ballerini, JoJo, Azealia Banks, Echosmith, Jack Antonoff, Haim, Alessia Cara, Allie X, HRVY, Iza, Katy Perry e Anita Baker, todos concordaram com Swift que os artistas devem ter o direito de possuir sua própria música. A cantora norte-americana Sky Ferreira também apoiou Swift e compartilhou sua própria luta pelos direitos sobre seus masters: "a indústria do entretenimento está cheia de valentões e idiotas despreparados com poder demais para o próprio bem". Questionado sobre sua posição, o cantor e compositor britânico Ed Sheeran respondeu: "tenho conversado diretamente com [Swift], como sempre faço". A cantora Kelly Clarkson, em um tweet, incentivou Swift a regravar os álbuns: "Você deveria entrar em estúdio e regravar todas as músicas cujos masters não são seus, exatamente como fez da primeira vez... Eu compraria todas as versões novas só para provar um ponto". Diversos outros artistas deixaram de seguir Braun em suas redes sociais. Além dos músicos, várias celebridades também demonstraram apoio a Swift por meio de postagens, incluindo Cara Delevingne, Heidi Montag, Sara Sampaio, Martha Hunt, Gigi Hadid, Antoni Porowski, Bobby Berk, Ruby Rose, Jameela Jamil, Joseph Kahn e Mike Birbiglia.
Alguns músicos manifestaram apoio a Braun, entre eles a cantora e compositora australiana Sia, o cantor norte-americano Ty Dolla Sign e os clientes de Braun, Bieber e Lovato. Lovato e Sia declararam acreditar que Braun é um "homem bom" e que suas ações não foram pessoais. Por outro lado, Todrick Hall, ex-cliente de Braun, apoiou Swift e acusou Braun de homofobia. Hall chegou a trocar farpas com Lovato no Twitter. Em uma postagem no Instagram, Bieber pediu desculpas a Swift pela captura de tela de uma chamada no FaceTime (em que apareciam ele, Braun e Kanye West) que publicou em 2016 com uma legenda provocativa direcionada a ela. No entanto, Bieber também defendeu Braun, afirmando que ele sempre apoiou Swift desde que ela o convidou para abrir a Fearless Tour, e acrescentou: "Anos se passaram, não nos encontramos nem tivemos a chance de conversar sobre nossas diferenças, mágoas ou frustrações. Então levar isso às redes sociais e incentivar as pessoas a odiarem o Scooter não é justo". A esposa de Bieber, Hailey, comentou na postagem chamando o marido de "cavalheiro", o que levou Delevingne a criticar o casal, acusando-os de uma amabilidade falsa. Grande, também cliente de Braun, chegou a publicar um story no Instagram parabenizando Braun pela aquisição, mas deletou a postagem após Swift divulgar seu posicionamento. O executivo musical David Geffen, frequentemente citado por Braun como mentor, também o apoiou, mas ponderou: "Só o tempo dirá quem tomou a decisão mais sábia".

### Políticos
Em 19 de novembro de 2019, a senadora norte-americana Elizabeth Warren, que na época era uma das candidatas democratas à presidência dos Estados Unidos em 2020, declarou no Twitter que Swift é "uma entre muitos" artistas cujo trabalho tem sido ameaçado por fundos de private equity, os quais, segundo ela, continuam "devorando cada vez mais partes da nossa economia, custando empregos e destruindo indústrias inteiras". A deputada Alexandria Ocasio-Cortez também se posicionou ao lado de Swift. Ela tuitou: "As práticas predatórias de fundos de private equity prejudicam ativamente milhões de americanos. Suas aquisições alavancadas destruíram a vida de trabalhadores do varejo em todo o país, eliminando mais de 1 milhão de empregos. Agora, estão mantendo a própria música de [Swift] como refém. Isso precisa ser controlado".
O empresário norte-americano Glenn Youngkin foi co-CEO do Carlyle Group, principal financiador da compra da Big Machine por Braun, que incluiu os masters de Swift. Youngkin concorreu ao cargo de governador da Virgínia como candidato republicano na eleição estadual de 2021. Em 6 de outubro de 2021, pouco antes da eleição, o ex-governador e então candidato democrata Terry McAuliffe lançou uma série de anúncios negativos no Facebook, Instagram e no Google Busca, ligando Youngkin à aquisição polêmica. A campanha usava o slogan #WeStandWithTaylor, hashtag adotada pelos fãs de Swift durante a repercussão da disputa, e pedia que seus apoiadores votassem em McAuliffe. O porta-voz de Youngkin, Christian Martinez, respondeu dizendo: "McAuliffe chegou ao ponto de desespero em sua campanha, recorrendo aos ataques mais infundados para ver se algum cola". Além disso, a NPR destacou uma reportagem da Associated Press, publicada em julho de 2021, que afirmava que o próprio McAuliffe havia investido pelo menos US$ 690 mil no Carlyle Group entre 2007 e 2016. O porta-voz de McAuliffe, Renzo Olivari, confirmou que o candidato foi um investidor "passivo" no Carlyle e que, em 2019, quando ocorreu a venda dos masters, ele possuía menos de 5 mil dólares em ações do grupo.
Jared Polis, 43.º governador do Colorado, mencionou o projeto de regravações de Swift como um dos destaques de 2021 durante seu discurso anual como governador, em 14 de janeiro de 2022. Na ocasião, ele chegou a cantar o refrão de "22 (Taylor's Version)" em referência ao novo ano de 2022.

### Críticos de música
Diversas publicações descreveram a oposição pública de Swift à venda de seus masters como um movimento inovador; embora a questão da propriedade dos masters e os conflitos entre artistas e gravadoras, envolvendo nomes como Prince, The Beatles, Janet Jackson e Def Leppard, sejam antigos e recorrentes, Swift foi uma das poucas a tornar o assunto público. Jornalistas da Rolling Stone classificaram a disputa como um dos 50 "momentos mais importantes" da década de 2010. Para Dominic Rushe, do The Guardian, o caso de Swift sinaliza uma transformação na era digital da música, em que os artistas estão mais conscientes sobre seus direitos e não dependem mais tanto das gravadoras para promoção como no passado. O crítico Sam Sodomsky, da Pitchfork, destacou que Swift trouxe visibilidade a "um dos problemas mais antigos da indústria musical" e comentou que ela é "tão grande, não apenas uma artista, mas uma marca, que consegue provocar mudanças ao usar o peso confiável de seu sucesso". Segundo ele, quando Swift se posiciona, "é financeiramente vantajoso para a indústria ouvi-la". Katie Rosseinsky, do Evening Standard, escreveu: "Não se trata apenas de mais uma briga entre celebridades, este caso pode gerar repercussões significativas em toda a indústria da música".
O The New York Times, o The A.V. Club e o MarketWatch interpretaram que as críticas de Swift tinham como alvo empresas de capital privado, ressaltando a menção que a artista fez ao Carlyle Group em suas redes sociais. O The New York Times observou: "Em um momento de indignação pública contra a ganância corporativa e de crescente conscientização sobre as dinâmicas de poder baseadas em gênero, Swift, com 29 anos, conseguiu transformar uma disputa comercial em uma causa célebre". Meera Jagannathan, do MarketWatch, descreveu o Carlyle Group como uma empresa "poderosa e com fortes conexões políticas", sediada em Washington, D.C., cujo portfólio global abrange 272 companhias, entre elas a Supreme e diversas empresas dos setores aeroespacial e de defesa.

"Em uma era em que muitos artistas estão vendendo seus catálogos por milhões, de Bruce Springsteen e Bob Dylan a Katy Perry e Justin Bieber,, para [Swift], a propriedade significava tudo. Era algo pessoal.
E embora nem todo artista tenha poder ou recursos para exigir esse tipo de controle, a decisão de Swift representa uma poderosa afirmação sobre o direito fundamental de comandar aquilo que se cria. No caso dela, esse valor é incalculável, e simplesmente impossível de ignorar.
Especialmente como mulher, Swift sentiu-se intimidada por homens da indústria que não a levavam a sério e tentaram controlá-la. Ela enfrentou essa estrutura e, graças à sua imensa influência, teve um impacto profundo sobre sua base de fãs majoritariamente feminina, encorajando-a e empoderando-a."

Church Arnold, The New York Post
As análises críticas à decisão de Swift de regravar seu catálogo permaneceram amplamente positivas. Chris Willman, da Variety, afirmou que a iniciativa amplamente divulgada da cantora serviria de inspiração para que outros artistas também mobilizassem, ou até mesmo armassem, seus fãs em disputas comerciais, algo que não havia sido alcançado com o mesmo êxito por seus contemporâneos em tentativas de reaver a posse de suas obras. Spencer Kornhaber, da The Atlantic, descreveu as regravações como uma "deslumbrante volta por cima", contrariando os céticos da indústria que haviam subestimado Swift. Fawzia Khan, da Elle, e Carrie Battan, da The New Yorker, elogiaram a marca "(Taylor's Version)" como uma jogada brilhante de rebranding. Lydia Burgham, do The New Zealand Herald, classificou a decisão como "o maior gesto de desafio à burocracia da indústria musical", ressaltando que "nem mesmo alguém com o estrelato de Swift consegue manter os direitos sobre suas próprias gravações". Hannah Towey, do Business Insider, afirmou que, com o sucesso de Red (Taylor's Version), "a era Taylor's Version já está provocando ondas de choque em toda a indústria musical".
O jornalista Neil Shah, do The Wall Street Journal, escreveu que, ao utilizar seu catálogo em larga escala na mídia, como em comerciais e filmes,, Swift pode excluir Shamrock e Braun das negociações ao conceder diretamente a licença das canções para terceiros, aprovando pessoalmente o uso dos direitos autorais. Kate Dwyer, da Marie Claire, afirmou que os álbuns regravados libertam Swift do escrutínio sexista da mídia sensacionalista sobre sua vida pessoal, que frequentemente ofuscava suas obras anteriores, ao reapresentar ao público e à crítica as mesmas canções, mas agora sem "tanto viés de gênero". Ela acrescenta que os ouvintes que "não acreditavam que Swift fosse feminista antes (por qualquer razão sexista) não podem negar os tons feministas presentes em sua transformação na principal porta-voz da indústria pelos direitos dos artistas".
Após Swift adquirir os direitos dos masters em 2025, diversas publicações destacaram o impacto significativo dessa decisão para a indústria. Rob Sheffield, da Rolling Stone, afirmou: "Swift tornar-se dona da própria obra é uma vitória histórica, com repercussões imensas para outros artistas e para toda a indústria da música". Segundo o The Indian Express, "a indústria foi transformada para sempre, com cada vez mais artistas buscando recuperar a posse de seu próprio trabalho ou assumir maior controle sobre sua exibição". Lucas Shaw, da Bloomberg News, destacou que a maior parte dos executivos do setor inicialmente desprezou a estratégia de regravações, supondo que os fãs "não se importariam". Contudo, Swift converteu sua frustração no período mais produtivo de sua carreira, impulsionado, segundo ele, "pela melhor campanha de marketing da história da música", o que lhe permitiu recuperar os direitos sobre sua obra.

### Juristas
Diversos advogados e escritórios de advocacia publicaram análises sobre a controvérsia. A maioria destacou a ausência de fundamentos legais para contestação judicial, indicando que uma ação judicial não seria viável. Susan H. Hilderley, advogada especializada em direito musical na Faculdade de Direito da UCLA, declarou ao The Washington Post que o fato de Swift não ser dona de seus masters "não é nada fora do comum". Hilderley explicou que Swift era uma artista desconhecida quando assinou seu primeiro contrato e que ceder os direitos dos masters à gravadora é "o tipo de cláusula" normalmente presente nos acordos entre artistas e selos. Nesse mesmo sentido, Erin M. Jacobson, advogada especializada em negociações entre artistas e gravadoras, afirmou à CBC News que "a estrutura em que a gravadora detém os masters existe há tanto tempo que muita gente simplesmente já se acostumou com isso". Ela reconheceu que Swift não tem recursos legais para reverter o contrato original, mas destacou que sua postura pode provocar mudanças estruturais na indústria musical e beneficiar uma nova geração de artistas.
A The Hollywood Reporter consultou os advogados especializados em direito musical Howard King e Derek Crownover sobre a controvérsia. King afirmou que Swift não processaria Braun ou a gravadora devido ao caráter "pessoal" da disputa, o problema não seria a venda em si, mas o fato de Braun ter sido o comprador,, não havendo base legal para uma ação judicial. Concordando com essa visão, Crownover declarou: "de uma perspectiva mais ampla, não vejo nenhuma implicação jurídica que possa surgir disso, a menos que houvesse restrições específicas à venda dos masters para terceiros".
Diversos opinaram que as ações de Swift podem gerar mudanças sistêmicas na indústria musical e nas relações entre artistas e gravadoras. Meredith Rose, conselheira sênior de políticas da organização Public Knowledge, escreveu, em publicação da American Bar Association, que "se Swift, que é, sem exagero, uma das maiores estrelas pop de toda uma geração, não consegue recuperar a posse de seus próprios masters, quem conseguiria? Acontece que, praticamente ninguém". Tonya Butler, professora e diretora do Departamento de Gestão da Indústria Musical da Berklee College of Music, afirmou que, "independentemente dos motivos pelos quais Swift está regravando suas obras, seja por ressentimento ou por estratégia comercial, o simples fato de trazer à tona a cláusula de restrição à regravação já torna a controvérsia relevante". Peter J. Rosene, do McBrayer, declarou que cada álbum "Taylor's Version" reduz o valor dos masters originais detidos pela Shamrock, e previu que as regravações "poderiam, inclusive, superar os álbuns originais".
De acordo com o professor R. Polk Wagner, da Faculdade de Direito da Universidade da Pensilvânia, o fato de Swift associar suas letras a uma variedade de produtos e serviços por meio de pedidos de marcas registradas demonstra seu entendimento de que "ela é maior do que a música". Ele acrescentou que isso se trata mais de um direito de marca, vendo Taylor Swift como um conglomerado. Doug McMahon, do escritório irlandês McCann Fitzgerald LLP, opinou que a controvérsia evidencia como "o conjunto de direitos autorais relacionados que existem em uma obra musical pode gerar disputas complexas" e considerou a decisão de Swift de regravar suas canções uma "solução relativamente inovadora", especialmente em relação à legislação de direitos autorais na Irlanda.

## Legado

### Reconhecimento
No Billboard Women in Music de 2019, Swift foi homenageada com o prêmio inaugural de Mulher da Década de 2010. Em seu discurso, ela se dirigiu publicamente a Braun pela primeira vez, criticando o que classificou como "privilégio masculino tóxico" e o "mundo sem regulamentação do capital privado, que entra comprando a música [dos artistas] como se fosse um imóvel, um aplicativo ou uma linha de sapatos". Swift afirmou que nenhum dos investidores "se deu ao trabalho de entrar em contato comigo ou com minha equipe, para fazer a devida diligência sobre o investimento deles, sobre o investimento em mim. Para perguntar como eu me sentiria em relação ao novo proprietário da minha arte: da música que escrevi, dos vídeos que criei, das minhas fotos, da minha caligrafia, do design dos meus álbuns".
Em dezembro de 2021, a Billboard nomeou Swift como a "Maior Estrela Pop do Ano", destacando que ela "reescreveu as regras da indústria e teve um dos anos mais impactantes de sua carreira no pop, mesmo sem lançar um álbum totalmente inédito". A revista enfatizou que o "sucesso incontestável" de Fearless (Taylor's Version) e Red (Taylor's Version) comprova a ampla aceitação dessas regravações, que passaram a substituir as versões originais como "as que os ouvintes irão consumir e valorizar daqui em diante". A The Recording Academy classificou as "Taylor's Versions" como uma das tendências musicais que definiu 2021. Swift e seu projeto de regravações também foram destaque em um vídeo do Vox que recapitulou os principais acontecimentos do ano. A Rolling Stone incluiu a compra dos masters de Swift entre as 50 piores decisões da história da indústria musical, destacando o papel central da cantora na mudança da percepção pública sobre o ato de regravar e remasterizar.
O termo "(Taylor's Version)" e suas variações conquistaram, desde então, destaque cultural como taglines. Organizações como o Federal Bureau of Investigation (FBI) e a National Football League (NFL) passaram a utilizar ou parodiar o termo em seus conteúdos promocionais digitais.

### Impacto comercial e financeiro
As regravações foram amplamente bem-sucedidas comercialmente. O Fearless original estava na 157.ª posição na parada Billboard 200 dos Estados Unidos antes do impacto do Fearless (Taylor's Version); após o lançamento da nova versão, o original teve uma queda de 19% nas vendas e saiu completamente da parada, enquanto a regravação estreou no topo. Ben Sisario, do The New York Times, observou que Fearless (Taylor's Version) "alcançou o que parecia ser um dos objetivos de Swift: enterrar o Fearless original". Esse padrão se repetiu: cada anúncio de um álbum Taylor's Version gerava um aumento temporário no interesse pelo álbum original, mas, com o lançamento da nova versão, o consumo do original despencava e ele deixava as paradas. O Red teve queda de 45%, Speak Now de 59% e 1989 de 44% após o lançamento de suas respectivas regravações. Em outubro de 2023, a Bloomberg News estimou o valor das quatro regravações em US$ 400 milhões.
A Federação Internacional da Indústria Fonográfica (IFPI) reportou que Swift foi a artista solo e feminina mais vendida do mundo em 2021. A revista Forbes estimou seus ganhos naquele ano em US$ 52 milhões, destacando que a regravação de seu catálogo a posicionava para um retorno financeiro massivo. Os direitos de publicação dos seus seis primeiros álbuns foram avaliados em US$ 200 milhões em 2022. Em janeiro de 2022, a Rolling Stone reportou que Swift foi a musicista mais bem paga de 2021, impulsionada pelos lançamentos de Fearless (Taylor's Version) e Red (Taylor's Version), superando artistas que lançaram álbuns inéditos naquele ano. Em dezembro do mesmo ano, a Billboard confirmou que Swift foi a artista com maior faturamento geral em 2021, com ganhos estimados em US$ 65,8 milhões, seguida pela banda britânica The Rolling Stones, com US$ 55,5 milhões.
Após a divulgação da compra dos masters por Swift, toda a sua discografia registrou um aumento expressivo no consumo, com um crescimento significativo em streams e vendas dos seus seis primeiros álbuns de estúdio, exatamente aqueles cujos masters ela adquiriu. O Spotify forneceu os dados ao The Hollywood Reporter, que relatou que as reproduções das versões originais desses álbuns ao menos dobraram em 30 de maio de 2025, em comparação com a média diária de streams registrada entre 1 de abril e 29 de maio.

### Sincronização
Toda semana, recebemos uma dúzia de pedidos de sincronização para usar "Shake It Off" em algum comercial ou "Blank Space" em algum trailer de filme, e nós recusamos todos eles. E o motivo pelo qual vou regravar minha música no próximo ano é porque eu quero que minha música continue viva. Eu quero que ela esteja em filmes, eu quero que ela esteja em comerciais. Mas eu só quero isso se eu for dona dela.
— Swift para a Billboard em 2019, Forbes
Swift recusou-se explicitamente a autorizar pedidos de sincronização das versões originais de suas canções dos seis primeiros álbuns, recomendando, em vez disso, o uso das versões regravadas. O licenciamento de suas canções é gerenciado por seu irmão, o ator norte-americano Austin Swift. Uma versão cover de "Look What You Made Me Do" (2017), primeiro single de Reputation, foi utilizada na abertura de um episódio da série de suspense Killing Eve, exibido em 24 de maio de 2020. O artista creditado pelo cover, Jack Leopards & the Dolphin Club, não possuía qualquer registro anterior ao lançamento da canção. A faixa foi interpretada por um vocalista masculino não identificado, que, segundo especulações de veículos de imprensa, poderia ser o próprio Austin. A produção ficou a cargo de Jack Antonoff e Nils Sjöberg, este último um pseudônimo utilizado por Swift. Como Swift ainda não estava autorizada a regravar o Reputation na época em que o episódio foi ao ar, alguns veículos sugeriram que o cover teria sido uma forma estratégica de contornar possíveis entraves legais com a Big Machine quanto ao licenciamento da canção para a série. O uso de uma canção em obras audiovisuais exige a concessão de uma licença de direitos autorais; do contrário, o detentor dos direitos pode aplicar multas ou iniciar processos legais contra o uso não autorizado da obra.

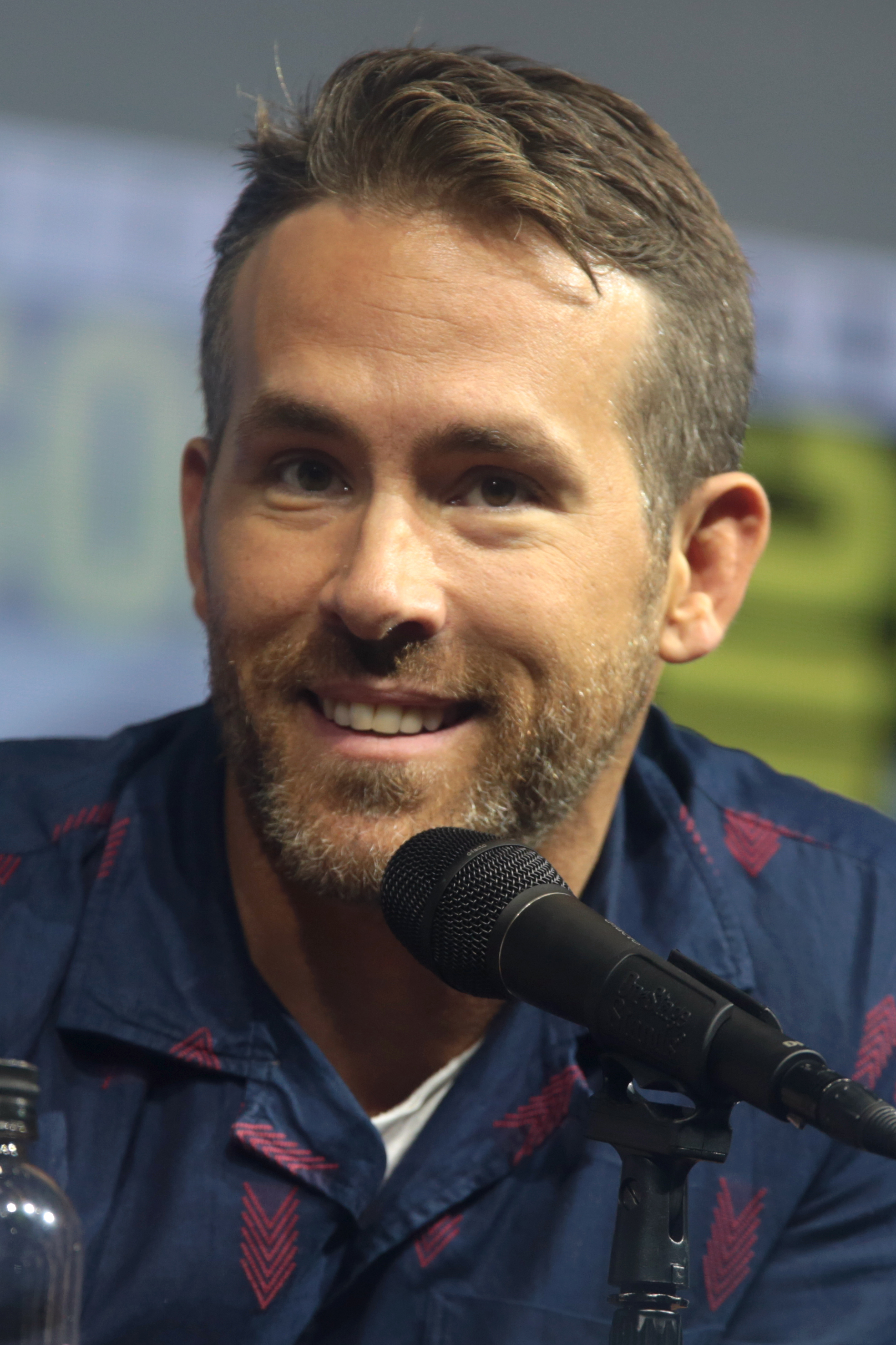
Um comercial do Match.com produzido por Ryan Reynolds (foto) foi a primeira produção a utilizar uma canção regravada de Swift

As faixas regravadas foram utilizadas em várias produções audiovisuais. "Love Story (Taylor's Version)" foi utilizada em uma campanha publicitária do aplicativo de relacionamentos Match.com, produzida pelo ator canadense Ryan Reynolds. "Wildest Dreams (Taylor's Version)" apareceu em trailers do filme de animação Spirit Untamed (2021) e em um episódio da série de fantasia da Netflix Fate: The Winx Saga (2022). A série dramática The Summer I Turned Pretty da Amazon Prime Video utilizou trechos de "This Love (Taylor's Version)" e "Back to December (Taylor's Version)" em seus trailers. "Message in a Bottle" (2021) e "Bad Blood (Taylor's Version)" (2023) foram incluídas na trilha sonora da animação DC Liga dos Super Pets (2022). "Look What You Made Me Do (Taylor's Version)" teve um trecho na abertura da série Wilderness (2023), da Amazon Prime Video, e reapareceu em um episódio da temporada final da série distópica The Handmaid's Tale.
De acordo com a Billboard, cineastas têm consciência de que "canções de Swift inseridas em cenas ou trailers contribuem diretamente para atrair audiência, tanto em plataformas de streaming quanto nas bilheteiras", enquanto o uso dessas canções também gera interesse pelos álbuns regravados. Mike Knobloch, presidente de música e publicação da corporação norte-americana de mídia NBCUniversal (que lançou Spirit Untamed) e que também trabalhou com a equipe de Swift na faixa "I Don't Wanna Live Forever" (2016), para Fifty Shades Darker, declarou que "Swift está apresentando novas canções ao público mais amplo possível. Por enquanto, sua estratégia foca em filmes familiares, mas é pouco provável que isso seja permanente... Ela faz parte de uma lista restrita de artistas que conseguem impactar um público muito amplo. Se isso significa mirar em filmes familiares, faz sentido. Porém, não creio que ela esteja se limitando apenas a isso".

### Ação dos fãs
Jornalistas e veículos de mídia atribuíram aos fãs de Swift, conhecidos como "Swifties", o mérito de ajudá-la a amplificar a publicidade em torno da controvérsia e do sucesso de seus esforços de regravação. Já Braun alegou que Swift "usou seus fãs como arma" ao tornar a disputa pública. Segundo ele, sua família foi alvo de bullying excessivo por parte dos fãs da cantora, que ela teria incentivado nas redes sociais a "fazerem Borchetta e Braun saberem como se sentiam sobre o caso". Citando "inúmeras ameaças de morte" que recebeu, Braun afirmou: "É algo muito perigoso. Há pessoas nessa base de fãs com problemas de saúde mental. Há famílias envolvidas, e eu acho isso extremamente perigoso".
Em 30 de junho de 2019, após a notícia de que Braun havia adquirido a Big Machine, e, com ela, o catálogo de Swift,, muitos amigos de Braun o parabenizaram em suas redes sociais. O empresário norte-americano David Grutman, por exemplo, publicou um print da manchete com a legenda "QUANDO SEU AMIGO COMPRA A TAYLOR SWIFT" nos stories do Instagram, post que Braun compartilhou em sua conta. Tanto a publicação quanto o repost foram rapidamente deletados depois que fãs de Swift interpretaram o conteúdo como revelador das reais intenções de Braun. Em 22 de novembro de 2019, Braun afirmou no Instagram que havia recebido ameaças de morte por parte de fãs de Swift e disse querer uma conversa com a cantora sobre a disputa. Ele escreveu: "Tenho certeza de que não existe situação alguma que justifique colocar a segurança de alguém em risco". A sede da Big Machine, em Nashville, chegou a ser fechada mais cedo em 14 de novembro de 2019, por conta de "ameaças diretas e hostis de morte" feitas aos funcionários da empresa. Uma petição lançada por uma fã na plataforma Change.org, pedindo que Braun, Borchetta e o Carlyle Group "parassem de manter a arte de Swift como refém", recebeu 35 mil assinaturas nas primeiras três horas. Michael Jones, diretor de campanhas da plataforma, descreveu a iniciativa como "uma das petições de crescimento mais rápido naquele mês".
Fãs também investigaram informações sobre o Carlyle Group e alegaram que a empresa tem ligações com a guerra civil no Iêmen. Em seguida, veículos como o The New York Times confirmaram que o Carlyle é proprietário da fabricante aeroespacial Wesco Aircraft Holdings, que fornece peças para a construção de aviões de combate sauditas usados em bombardeios no Iêmen. Após o lançamento de Fearless (Taylor’s Version), fãs passaram a bloquear as faixas do álbum original nas plataformas digitais, como o Spotify, para evitar tocá-las acidentalmente, numa tentativa de fazer com que as gravações antigas "desaparecessem". Em 12 de maio de 2022, no episódio do The Tonight Show Starring Jimmy Fallon, o apresentador Jimmy Fallon comentou, durante seu monólogo de abertura, diversas teorias dos fãs sobre qual seria a próxima regravação, sugerindo que seria Speak Now (Taylor’s Version), 1989 (Taylor’s Version) ou até mesmo as duas ao mesmo tempo.

### Reconhecimento na indústria musical
A cantora e compositora norte-americana Olivia Rodrigo negociou com sua gravadora o direito de possuir os masters de suas músicas, após acompanhar a batalha de Swift. A cantora britânica Rita Ora agradeceu a Swift por ter servido de incentivo para que ela própria comprasse os seus masters. O cantor norte-americano Joe Jonas afirmou que gostaria de regravar o catálogo antigo dos Jonas Brothers, assim como Swift fez. O músico canadense Bryan Adams e o grupo vocal norte-americano 98 Degrees também se disseram inspirados por Swift a regravar seus trabalhos. O músico norte-americano Dave Grohl, vocalista da banda Foo Fighters, afirmou estar "profundamente impressionado" com Swift e declarou apoio à sua visão.
O rapper norte-americano Snoop Dogg citou as regravações de Swift e afirmou que gostaria de regravar seu álbum de estreia, Doggystyle (1993), mas disse que não conseguiu levar a ideia adiante porque não conseguia reproduzir o mesmo "sentimento". A cantora e compositora norte-americana Ashanti anunciou sua intenção de regravar seu álbum de estreia autointitulado para obter a posse dos masters e disse ao Metro que se sentiu "fortalecida" por Swift. Ashanti declarou ainda: "Acho que a Taylor é incrível pelo que fez, e conseguir isso sendo uma mulher em uma indústria tão dominada por homens é algo admirável. Ser dona do seu trabalho e ter a chance de controlar sua criatividade é extremamente importante. Homem, mulher, cantor, rapper, seja quem for, espero que isso sirva de lição para que os artistas entrem no jogo e assumam a propriedade do que é seu".
A cantora e compositora indonésia Niki afirmou que Swift a inspirou a regravar e "reimaginar" suas canções originais, que haviam sido excluídas do YouTube após ela assinar com uma gravadora,, incorporando essas faixas em seu segundo álbum de estúdio, Nicole (2022). A socialite norte-americana Paris Hilton lançou, em 30 de dezembro de 2022, uma versão "atualizada" de sua canção de 2006, "Stars Are Blind", rebatizada como "Stars Are Blind (Paris' Version)". A cantora norte-americana SZA elogiou Swift em sua entrevista para a Billboard, na ocasião em que foi nomeada Mulher do Ano de 2023: "Taylor ter deixado toda aquela situação com os masters de lado, e depois vender todos aqueles malditos discos, isso foi o maior ‘foda-se’ para o sistema que já vi na vida, e eu aplaudo isso profundamente". O rapper norte-americano Offset, ex-integrante do grupo Migos, declarou ser o "Taylor Swift do rap" após um conflito com sua antiga gravadora, a Quality Control Music, envolvendo sua carreira solo. Ele afirmou estar em busca de "controle sobre seus masters".
A atriz irlandesa Saoirse Ronan e a cineasta norte-americana Greta Gerwig disseram que a luta de Swift por propriedade artística ressoou com elas durante a produção da adaptação cinematográfica de Mulherzinhas (2019), cuja autora, Louisa May Alcott, também manteve os direitos autorais de sua obra. A musicista norte-americana Melissa Etheridge chamou o projeto de regravação de Swift de "provavelmente o feito mais impressionante da indústria musical que já vi. Em toda a minha vida". A musicista britânica Imogen Heap classificou o projeto como "uma jogada ousada para manter o controle sobre seu trabalho em uma indústria musical comercial que, em grande parte, age contra os músicos". A cantora e compositora norte-americana Maren Morris afirmou ter encontrado "inspiração profunda" na "coragem" de Swift em "virar o jogo contra empresários exploradores e retomar a posse de sua obra". Em 2023, o The Guardian afirmou que "uma revolução está surgindo na indústria musical", observando uma nova geração de artistas femininas, como Zara Larsson, Dua Lipa e Rina Sawayama, seguindo o exemplo de Swift ao buscar a posse dos direitos de suas músicas e manter uma postura desafiadora diante da renúncia total de seus direitos em favor das gravadoras.

### Mudanças sistêmicas
Em 12 de novembro de 2021, o The Wall Street Journal noticiou que a Universal Music Group, empresa-mãe da gravadora atual de Swift, passou a dobrar o período contratual que impede artistas de regravarem suas próprias obras em novos acordos fonográficos. Segundo o jornal, essa mudança reflete uma "dinâmica de poder em transformação na indústria musical", à medida que artistas, inspirados pela situação de Swift, têm exigido melhores percentuais de receita e a posse dos masters de suas músicas. Em 17 de novembro de 2021, o iHeartRadio anunciou que suas estações passariam a tocar apenas as versões "Taylor's Versions", para substituir gradualmente as gravações antigas pelas novas à medida que forem sendo lançadas oficialmente.
Após o sucesso das regravações de Swift, gravadoras e empresas passaram a impor cláusulas contratuais mais rígidas, proibindo artistas de regravarem suas próprias músicas ou estendendo o período de espera para 10 a 30 anos. Em outubro de 2023, a Billboard informou que as três grandes gravadoras, Universal, Sony Music Entertainment e Warner Music Group, reformularam as cláusulas de regravação nos contratos de novos artistas, medida que gerou oposição entre diversos advogados especializados em direito musical. Paralelamente, um número crescente de artistas tem optado por contratos de licenciamento nos quais mantêm o controle sobre seus masters. No entanto, os contratos tradicionais, em que a gravadora detém a propriedade dos masters, ainda são a norma. Em janeiro de 2024, o The Guardian relatou que o prazo de retenção dos direitos autorais editoriais caiu de 25 anos, média registrada há três décadas, para cerca de 12 a 15 anos atualmente. Segundo o jornalista especializado Eamonn Forde, o setor editorial da música está "à frente de seu tempo". Por outro lado, as restrições contratuais de regravação impostas pelas gravadoras estão ficando mais longas após a disputa envolvendo Swift, refletindo o desejo das empresas de proteger seus ativos. "Elas não querem que seus produtos sejam substituídos por outra versão", afirmou a advogada Erin M. Jacobson, especialista na indústria musical. No entanto, ela pondera que, para se manterem competitivas, "as gravadoras tradicionais terão que considerar estruturas contratuais alternativas ou termos um pouco mais favoráveis aos artistas".

### Atenção acadêmica
A controvérsia também se tornou objeto de estudo em instituições de ensino superior ao redor do mundo.  Em janeiro de 2022, a Tisch School of the Arts da Universidade de Nova Iorque (NYU) lançou um curso para o semestre da primavera focado na carreira de Swift e em seu impacto cultural, abordando temas como "direitos autorais e propriedade intelectual". Na Queen's University, em Kingston, Canadá, foi oferecido um curso no semestre de outono intitulado "Taylor Swift's Literary Legacy (Taylor's Version)", com foco no impacto sociopolítico da artista na cultura contemporânea. O programa inclui o estudo de canções selecionadas de seus álbuns de estúdio, priorizando, sempre que possível, as versões regravadas. A Darden School of Business da Universidade da Virgínia lançou, em setembro de 2023, um estudo de caso sobre a disputa envolvendo os masters de Swift. Em novembro de 2023, a Universidade da Dakota do Sul anunciou um curso de direito inteiramente dedicado às interações de Swift com o sistema jurídico, com foco especial em suas regravações e nas implicações legais de direitos autorais.

### Inspirações
Canções dos dois álbuns que Swift lançou em 2020, "My Tears Ricochet" e "Mad Woman" do Folklore, e "It's Time to Go" do Evermore, foram destacadas por críticos por fazerem referência à disputa com Borchetta e Braun. "My Tears Ricochet" retrata o sentimento de traição que Swift sentiu por parte de Borchetta, utilizando a metáfora de um funeral, enquanto "Mad Woman" aborda o gaslighting que ela teria sofrido por parte de Braun. Também é amplamente interpretado que as faixas "Vigilante Shit" e "Karma" do Midnights (2022), contêm indiretas a Braun.
O crítico Jason P. Frank, do Vulture, opinou que a decisão de Lovato de lançar seu álbum de remixes Revamped em 2023 foi inspirada pelo projeto de regravações de Swift. Uma série documental encomendada pela Warner Bros. Discovery, intitulada Taylor Swift vs Scooter Braun: Bad Blood, foi lançada em junho de 2024.